# جولز لی‌بلانک
جولز لی‌بلانک (به انگلیسی: Jules LeBlanc) (زاده ۱۶ مارس ۱۹۹۷) یوتیوبر، خواننده و بازیگر آمریکایی است.